# Майкъл Хъчънс
Майкъл Хъчънс (на английски: Michael Hutchence) е австралийски музикант и актьор. Той е един от основателите, вокал и текстописец на групата INXS от 1977 г. до смъртта си през ноември 1997 г. На 1991 Brit Awards Хъчънс печели награда за „най-добър международен изпълнител“, като INXS печели аналогичната групова награда.

## Биография
Роден е на 22 януари 1960 г. в австралийския град Сидни, син на Келанд и Патриция Хъчънс, но израства в Хонг Конг. Започва певческата си кариера едва осем годишен в реклама на магазин за играчки. Тийнейджърските си години Майкъл прекарва в родната Австралия, където се запознава с Андрю Фарис, с когото учат заедно в гимназия „Дейвидсън“ в Сидни. На 16 август 1977 година Андрю, братята му Тим и Джон, Майкъл и техните приятели Garry Gary Beers и Кърк Пенгили формират първата си група, Farriss Brothers, която по-късно изменя името си на INXS Тази дата от историята на групата е запомняща се и по още една причина – смъртта на „Краля“ на рока, Елвис.
Първият сингъл на групата Simple Simon излиза на 14 май 1980. На 13 октомври излиза и първият им албум – INXS, част от който е и вторият им сингъл Just Keep Walking. Той достига до достойното 38 място в националните чартове. Следващата 1981 година е доста натоварена за тях с над 300 участия. На 6 март същата година излиза третият им сингъл – The Loved One, който успява да се изкачи до 18-а позиция. Същата година (19 октомври) е белязана и с издаването на втория им албум Underneath The Colours, част от който е следващият им сингъл Stay young (21 позиция в класацията за ноември).
Януари 1982 година е белязан с турне в Нова Зеландия и нов сингъл от същия албум – Night of Rebellion. Това е и последният сингъл на INXS, издаден от продуцентската къща Deluxe. На 21 април Майкъл, Андрю и Кърк отлитат към Ню Йорк, Ел Ей и Лондон в търсене на нов продуцент. В резултат на това на 15 юни започва записването на новия албум Shabooh Shoobah. През юли подписват и договор с WEA records. Сингълът The One Thing е пуснат и се достига до 14 място в националната класация. Самият албум излиза на музикалния пазар в Австралия през октомври 1982 година и става третият пореден златен албум и заема 14 позиция в класацията.
В началото на 1983 година INXS навлиза на американска земя с този сингъл, който успява да влезе в класацията Billboard top 30 и става най-въртеният клип по MTV. През февруари се състои официалното представяне на албума Shabooh Shoobah в щатите. През март бандата преживява първото си турне в САЩ, заедно с Адам Ант, което получава доста благоприятни отзиви. През септември в Ню Йорк записват Original Sin, като част от четвъртия албум The Swing. Песента е пусната през декември месец, след завършването на албума, и през януари става номер 1 в австралийските чартове. Този успех е последван от първото им световно турне, а първият им концерт на европейска почва се състои в Дюселдорф, Германия. През това време албумът е издаден в Австралия и дебютира като номер 1.
През 1987 след няколко успешни албума на INXS, Майкъл участва в австралийския филм „Dogs in space“. През 1989 година той издава съвместен албум с пънк пионерът Ollie Olsen'. Следващият албум на INXS, „X“, излиза през 1990 година. С него групата става известна и извън Австралия, благодарение на песни като „Suicide Blonde“, „Disappear“ and „Bitter Tears“. Веднага след него, през 1991, излиза концертният албум „Live Baby Live“.
Следващият им албум – „Welcome To Wherever You Are“ от 1992 година, не предизвиква особен успех. Същата тази година Майкъл Хъчънс претърпява катастрофа с такси в Дания, от което загубва обонянието си и частично вкусовото си усещане. През 1997 година,няколко часа преди концерта, се обесва в хотелската си стая.
Личният му живот често бива отразяван от австралийската и международното преса като поредица от любовни афери с известни актриси, модели и певици. Сутринта на 22 ноември 1997 г. Хъчънс е намерен мъртъв в хотелската си стая в Сидни. Официалната версия за смъртта му е самоубийство.